# Grouches-Luchuel
Grouches-Luchuel é uma comuna francesa na região administrativa de Altos da França, no departamento de Somme. Estende-se por uma área de 9,02 km². Em 2010 a comuna tinha 590 habitantes (densidade: 65,4 hab./km²).